# Điểm hẹn quỹ đạo Mặt Trăng

Sơ đồ quỹ đạo chuyển tiếp Mặt Trăng, trong đó có điểm hẹn quỹ đạo LOR (điểm 7).

Điểm hẹn quỹ đạo Mặt Trăng (tiếng Anh: lunar orbit rendezvous, LOR), hay tiếp cận trên quỹ đạo Mặt Trăng là một khái niệm trong chương trình Apollo vào những năm thập niên 60, 70. Theo đó, tàu vũ trụ chính cùng với tàu hạ cánh nhỏ hơn sẽ được đưa lên quỹ đạo Mặt Trăng. Tàu đổ bộ sau đó sẽ tách ra và hạ cánh xuống bề mặt Mặt Trăng, trong khi đó tàu chính sẽ vẫn ở trên quỹ đạo Mặt Trăng. Sau khi nhiệm vụ đổ bộ hoàn thành, tàu đổ bộ sẽ quay trở lại quỹ đạo Mặt Trăng, và tiến hành ghép nối với tàu chính, sau khi phi hành đoàn di chuyển từ tàu đổ bộ sang tàu chính, tàu đổ bộ sẽ được tách rời. Tàu chính sau đó sẽ đưa các nhà du hành trở về Trái Đất.
Điểm hẹn quỹ đạo Mặt Trăng lần đầu được phát minh vào năm 1919 bởi kỹ sư người Ukraine tên là Yuri Kondratyuk. Ông đã tìm ra đây là cách thức tiết kiệm nhất để đưa con người lên Mặt Trăng.
Chương trình Apollo đã sử dụng khái niệm điểm hẹn quỹ đạo này. Theo đó, mô-đun chỉ huy và dịch vụ (CSM) cùng với mô-đun hạ cánh lên Mặt Trăng (lunar excursion module (LEM)), sẽ cùng thực hiện chuyến bay trên quỹ đạo chuyển tiếp lên Mặt Trăng bằng một tên lửa đẩy Saturn V duy nhất. Tuy nhiên, các tàu đổ bộ và tàu chính di chuyển độc lập với nhau, ví dụ như kế hoạch đổ bộ Mặt Trăng sử dụng phương tiện phóng tàu con thoi hạng nặng (Shuttle-Derived Heavy Lift Launch Vehicle) và Golden Spike, cũng sử dụng khái niệm điểm hẹn quỹ đạo Mặt Trăng.

## Ưu điểm và nhược điểm

### Ưu điểm

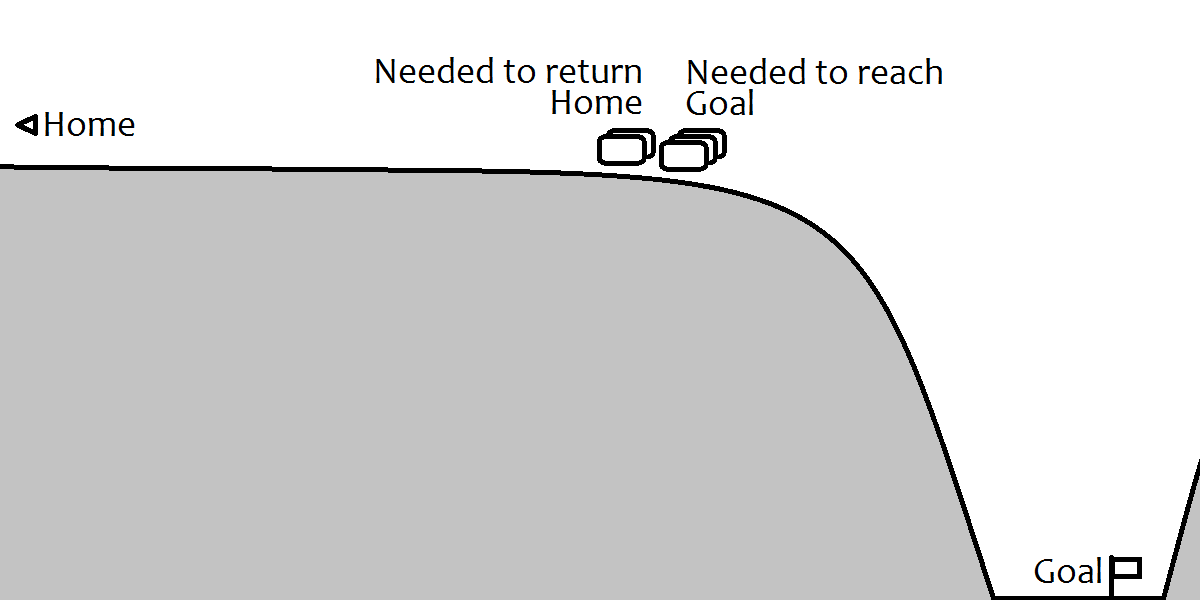
Sự hình dung về thế hấp dẫn của Mặt Trăng.

Ưu điểm chính của phương pháp điểm hẹn quỹ đạo Mặt Trăng LOR là việc tàu vũ trụ sẽ tiết kiệm được tải trọng, do tàu chính không cần tiêu tốn lượng chất đẩy cần thiết để trở về Trái Đất từ quỹ đạo Mặt Trăng để mang theo thêm mô-đun hạ cánh – một tải trọng dư thừa sau khi thực hiện sứ mệnh hạ cánh lên Mặt Trăng thành công. Điều này rất có ý nghĩa, do mỗi một pound tải trọng dư thừa sẽ cần thêm nhiều nhiên liệu hơn, động cơ cũng lớn hơn, và trọng lượng tổng thể của tàu vũ trụ sẽ lớn hơn.
Ưu điểm khác của phương pháp này là các kỹ sư có thể thiết kế tàu đổ bộ riêng chứ không cần thiết kế chức năng đổ bộ cho tàu chính. Cuối cùng, tàu đổ bộ có thể sử dụng như một phương tiện đảm bảo sự sống dự phòng trong tàu vũ trụ chính.

### Nhược điểm
Vào thời điểm năm 1962, mô hình điểm hẹn Mặt Trăng đã được đánh giá là mạo hiểm, vì điểm hẹn trong không gian không thể đạt được, ngay cả đối với quỹ đạo Trái Đất. Nếu như tàu LEM không thể bay tới tàu CSM, hai phi hành gia sẽ bị mắc kẹt trong vũ trụ và không có cách nào để quay trở lại Trái Đất hoặc sống sót khi tái nhập vào bầu khí quyển. Sự lo ngại được chứng minh là không có cơ sở, vì điểm hẹn quỹ đạo đã được thực hiện thành công vào năm 1965 và 1966 trong sáu nhiệm vụ trong chương trình Gemini với sự hỗ trợ của radar và máy tính trên tàu vũ trụ. Đồng thời đã tiến hành thành công tất cả 8 lần ghép nối trong sứ mệnh Apollo.

## Lựa chọn phương pháp cho sứ mệnh Apollo

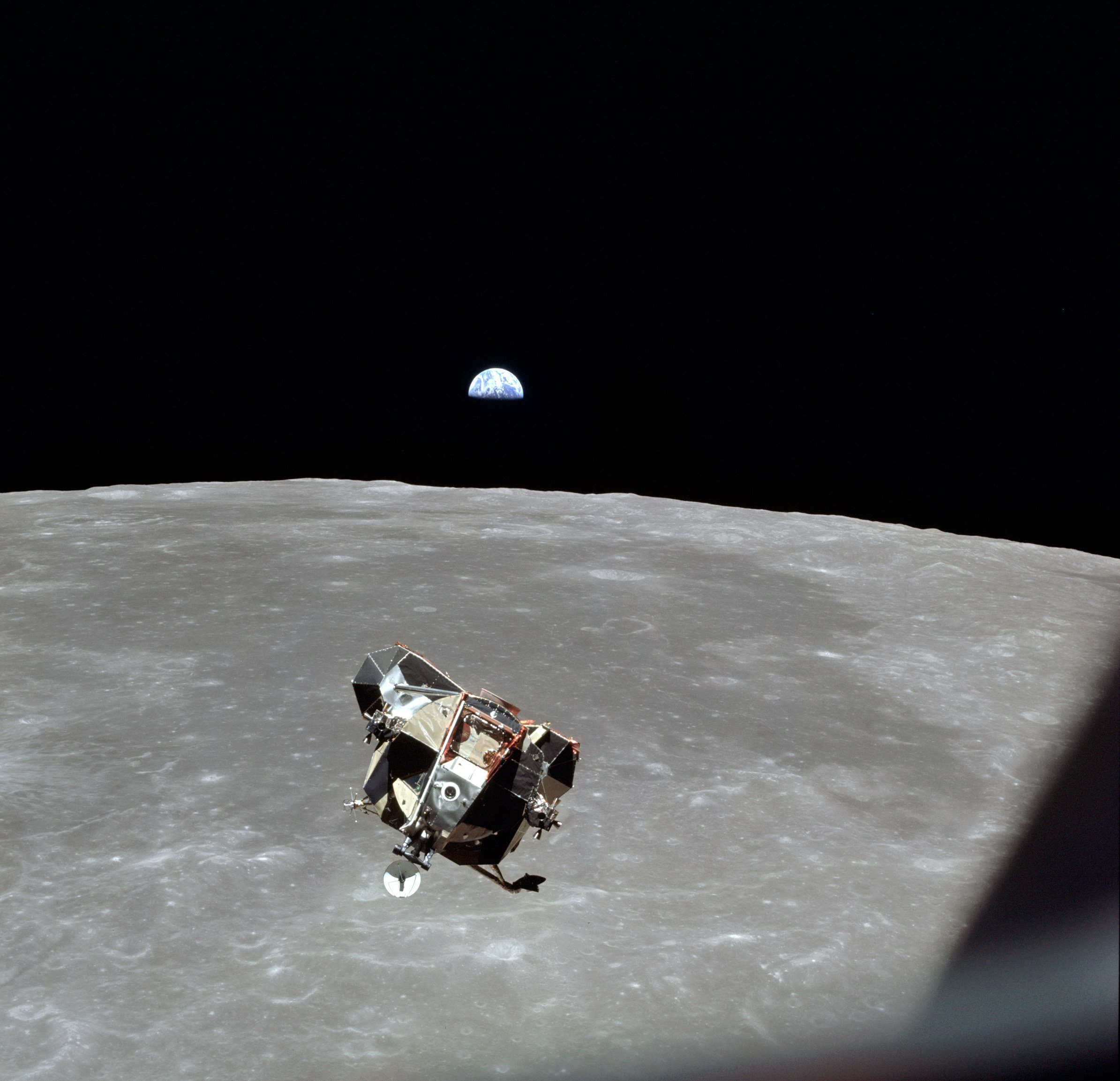
Mô-đun đổ bộ Eagle trong sứ mệnh Apollo 11 đang tiếp cận để ghép nối với mô-đun chỉ huy Columbia trên quỹ đạo Mặt Trăng.

Khi chương trình Apollo bắt đầu vào năm 1961, các kỹ sư dự kiến sử dụng duy nhất một mô-đun chỉ huy và dịch vụ kết hợp (command and service mô-đun combination (CSM)) để cất cánh từ bề mặt Mặt Trăng và trở về Trái Đất. Do đó, mô-đun CSM sẽ phải sử dụng động cơ tên lửa lớn hơn để hạ cánh trên Mặt Trăng với các càng hạ cánh, do đó, tên lửa đẩy để phóng tàu vũ trụ lên Mặt Trăng sẽ cần phải có khả năng mang tải trọng lên tới 100.000 pound (45.000 kg).
Nếu điều này được thực hiện bằng cách bay theo phương thẳng đứng, (chỉ sử dụng duy nhất một tên lửa đẩy), thì tên lửa đẩy sẽ phải rất lớn, thuộc loại tên lửa đẩy Nova. Một phương án khác là sử dụng điểm hẹn trên quỹ đạo Trái Đất, theo đó sẽ sử dụng nhiều tên lửa đẩy Saturn để phóng lên quỹ đạo Trái Đất các bộ phận của tàu vũ trụ, sau đó sẽ tiến hành ghép nối trong quỹ đạo Trái Đất trước khi bay tới Mặt Trăng. Điều này có thể yêu cầu phải tiến hành nạp nhiên liệu tàu vũ trụ trên quỹ đạo.
Tom Dolan đề xuất sử dụng phương pháp ghép nối trên quỹ đạo Mặt Trăng, đã được nghiên cữu trước đó bởi Jim Chamberlin và Owen Maynard tại Space Task Group vào năm 1960, trong giai đoạn nghiên cứu tính khả thi của chương trình Apollo. Phương pháp này sẽ cho phép chỉ cần sử dụng một tên lửa đẩy Saturn V để phóng mô-đun chỉ huy và dịch vụ CSM cùng với tàu đổ bộ LEM nhỏ hơn lên Mặt Trăng. Khi tổ hợp bay tới quỹ đạo Mặt Trăng, một trong ba nhà du hành sẽ ở lại trên tàu chỉ huy CSM, trong khi hai phi hành gia còn lại sẽ đi vào tàu đổ bộ, tách ghép nối và hạ cánh xuống bề mặt Mặt Trăng. Sau khi hoàn thành nhiệm vụ trên bề mặt Mặt Trăng, các phi hành gia sẽ sử dụng tầng đổ bộ của LEM để quay lại tàu chỉ huy CSM, sau đó tiến hành tách bỏ tàu LEM và sử dụng tàu chỉ huy CSM quay trở lại Trái Đất. Phương pháp này đã gây sự chú ý của Phó quản lý NASA Robert Seamans. Nhóm nghiên cứu của Trung tâm nghiên cứu Langley, đứng đầu là kỹ sư John C. Houbolt, đã phát triển phương pháp này.
Bên cạnh việc yêu cầu ít tải trọng tên lửa đẩy hơn, việc sử dụng thiết kế tàu đổ bộ Mặt Trăng riêng biệt cũng là một ưu điểm của giải pháp sử dụng điểm hẹn quỹ đạo Mặt Trăng. Thiết kế của tàu đổ bộ LEM sẽ khiến phi hành gia có tầm nhìn rõ ràng về khu vực đổ bộ qua các cửa sổ quan sát cách bề mặt Mặt Trăng xấp xỉ 4,6 mét (15 ft), trái ngược với việc họ nằm ngửa trong tàu đổ bộ mô-đun chỉ huy (Command mô-đun lander), ít nhất 40 hoặc 50 feet (12 hoặc 15 m) cách bề mặt, chỉ có thể nhìn thấy nó qua màn hình tivi.
Việc phát triển tàu đổ bộ LEM như một tàu có người lái khiến nó được trang bị các hệ thống quan trọng dự phòng như điện, hỗ trợ sự sống, hệ thống động cơ đẩy. Nên LEM cũng có thể coi là "phao cứu sinh" giúp các phi hành gia sống sót và có thể trở về Trái Đất an toàn, nếu như các hệ thống trên tàu CSM trục trặc. Điều này được hình dung như một trường hợp dự phòng, không phải là nhiệm vụ chính của tàu LEM. Hóa ra, khả năng này đã được chứng minh là vô giá vào năm 1970, khi nhờ các thiết bị trên tàu LEM mà các phi hành gia trên tàu Apollo 13 đã sống sót sau khi một vụ nổ bình oxy làm vô hiệu hóa Môđun Dịch vụ/chỉ huy CSM.

### Sự ủng hộ của Houblot

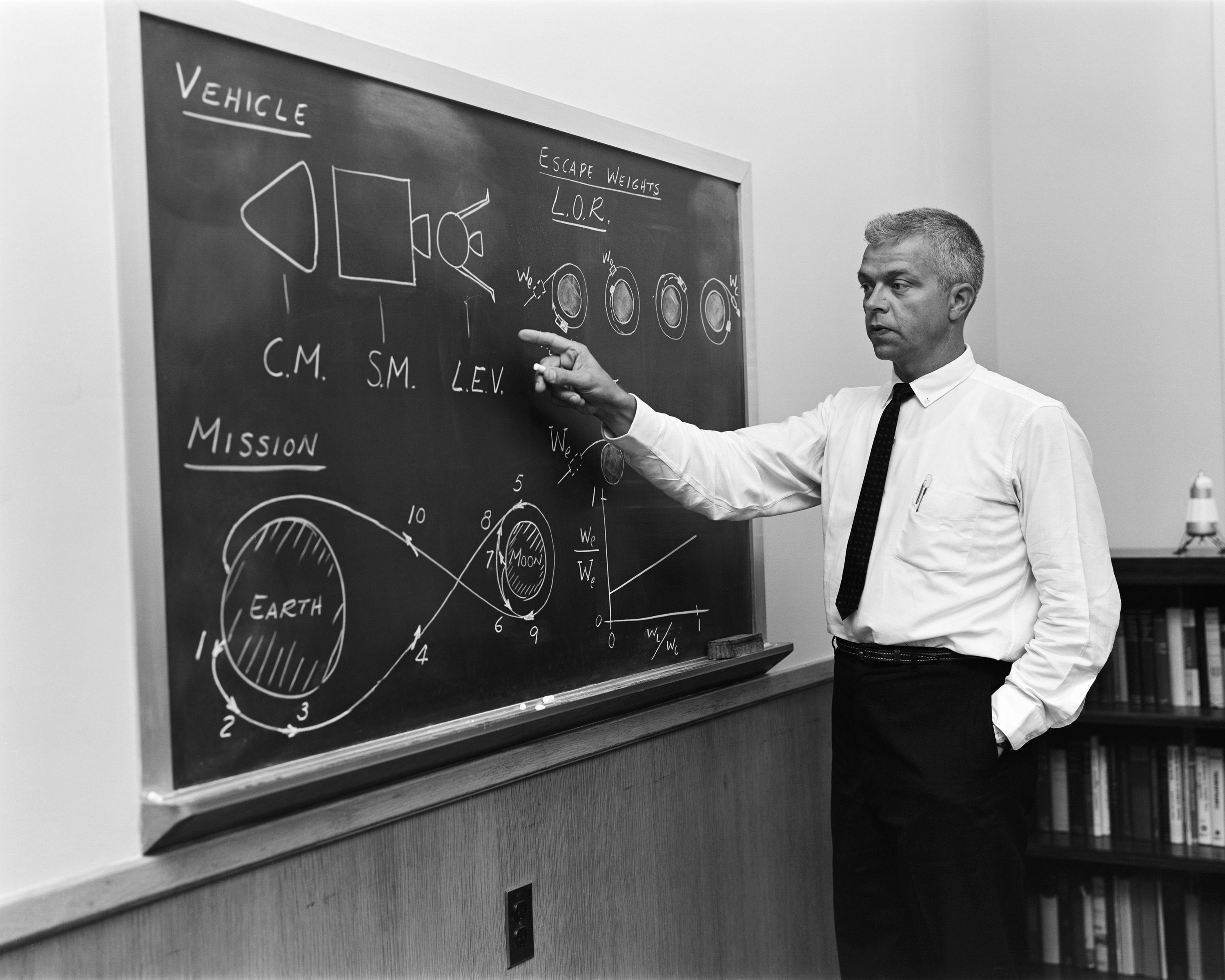
John Houbolt đang giảng giải về điểm hẹn quỹ đạo Mặt Trăng.

Tiến sĩ John Houbolt sẽ không bao giờ để LOR rơi vào quên lãng. Là một thành viên của Lunar Mission Steering Group, Houbolt đã nghiên cứu các vấn đề kỹ thuật của việc tiến hành ghép nối tàu vũ trụ trong không gian từ năm 1959 và ông đã bị thuyết phục, giống như các đồng nghiệp khác tại Trung tâm nghiên cứu Langley, rằng LOR chính là giải pháp duy nhất để có thể đưa con người lên Mặt Trăng trong thập niên này. Ông đã viết một báo cáo đề cập đến nhưng nghiên cứu của mình cho NASA nhưng dường như NASA vẫn không quan tâm đúng cách về điểm hẹn quỹ đạo Mặt Trăng.
Vào tháng 11 năm 1961, Houbolt đã thực hiện một bước đi táo bạo khi bỏ qua các kênh thích hợp và viết một lá thư riêng dài 9 trang trực tiếp cho phó quản lý NASA là Robert C. Seamans, khẳng định không nên từ bỏ ý tưởng về điểm hẹn quỹ đạo Mặt Trăng LOR. 
Phải mất hai tuần, Seamans mới trả lời bức thư của Houbolt. Ông đã đồng tình với Houbolt rằng sẽ cực kỳ tai hại cho NASA và cho nước Mỹ nếu đội ngũ nhân viên có trình độ của NASA bị giới hạn quá mức bởi các nguyên tắc hạn chế. Ông đảm bảo với Houbolt rằng NASA trong tương lai sẽ chú ý đến giải pháp LOR nhiều hơn so với thời điểm hiện tại.

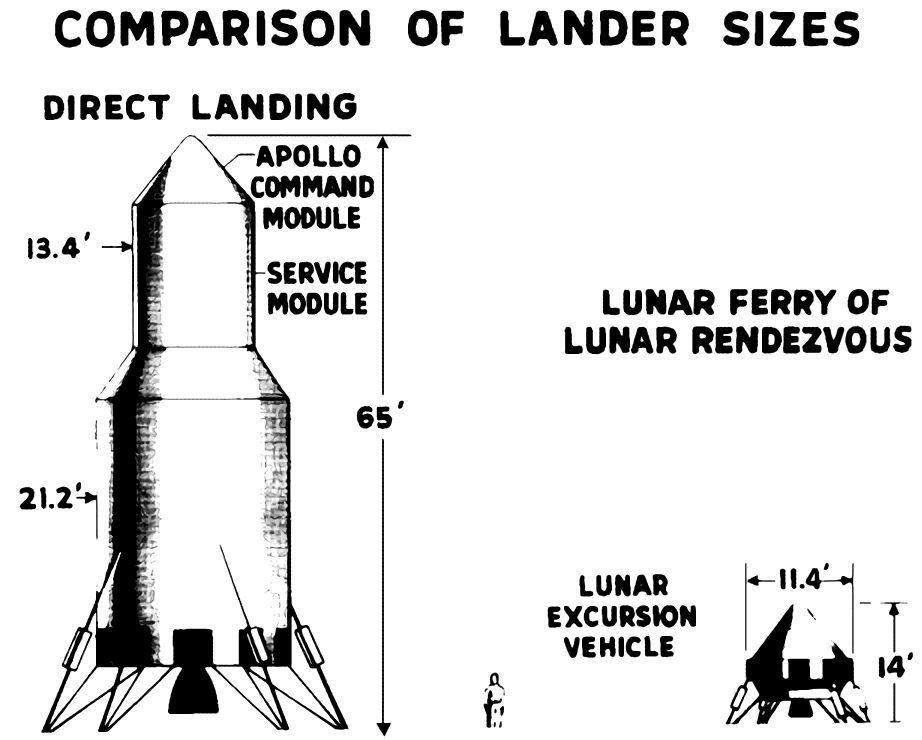
So sánh các tàu đổ bộ Mặt Trăng, từ những nghiên cứu ban đầu của Langley.

Trong những tháng tiếp theo, NASA đã đưa đề xuất LOR lên làm giải pháp tốt nhất để thực hiện việc đưa người đổ bộ lên Mặt Trăng. Một số yếu tố đã khiến NASA đi đến quyết định này. Đầu tiên, khó có thể thực hiện việc bay thẳng lên Mặt Trăng sử dụng một tàu vũ trụ duy nhất (chứ không phải là các bộ phận tách rời để lắp ráp trên quỹ đạo Trái Đất) để hạ cánh cũng như cất cánh khỏi Mặt Trăng do tốn thời gian và tiền bạc để phát triển lên lửa đẩy hạng nặng Nova với đường kính lên đến 50 foot (15 m) so với tên lửa đẩy Saturn V với đường kính chỉ 33 foot (10 m). Thứ hai, ngày càng có nhiều lo ngại về mặt kỹ thuật về việc làm thế nào mà một phi thuyền tương đối lớn vốn phải lắp ghép trên quỹ đạo Trái Đất lại có thể hạ cánh mềm trên bề mặt Mặt Trăng. Như một kỹ sư NASA sau đã giải thích: 
Điều tuyệt vời nhất về LOR là nó cho phép chúng tôi chế tạo một tàu đổ bộ riêng biệt lên bề mặt Mặt Trăng.
Nhóm nghiên cứu của Robert Gilruth cùng với nhóm của Von Braun tại Trung tâm vũ trụ Marshall, Huntsville, Alabama cũng ủng hộ cho khái niệm điểm hẹn trên quỹ đạo Mặt Trăng, dã thuyết phục giám đốc NASA khi đó là James Webb, người mà khi đó vẫn đang ủng hộ việc bay thẳng lên Mặt Trăng, rằng LOR là cách duy nhất để có thể đặt chân lên Mặt Trăng trước năm 1969. Webb đã phê duyệt LOR vào tháng 7 năm 1962. Quyết định được chính thức công bố trong một cuộc họp báo vào ngày 11 tháng 7 năm 1962. Cố vấn khoa học của Tổng thống Kennedy, Jerome Wiesner, vẫn giữ quan điểm phản đối LOR.

## Các sứ mệnh khác cùng sử dụng khái niệm LOR

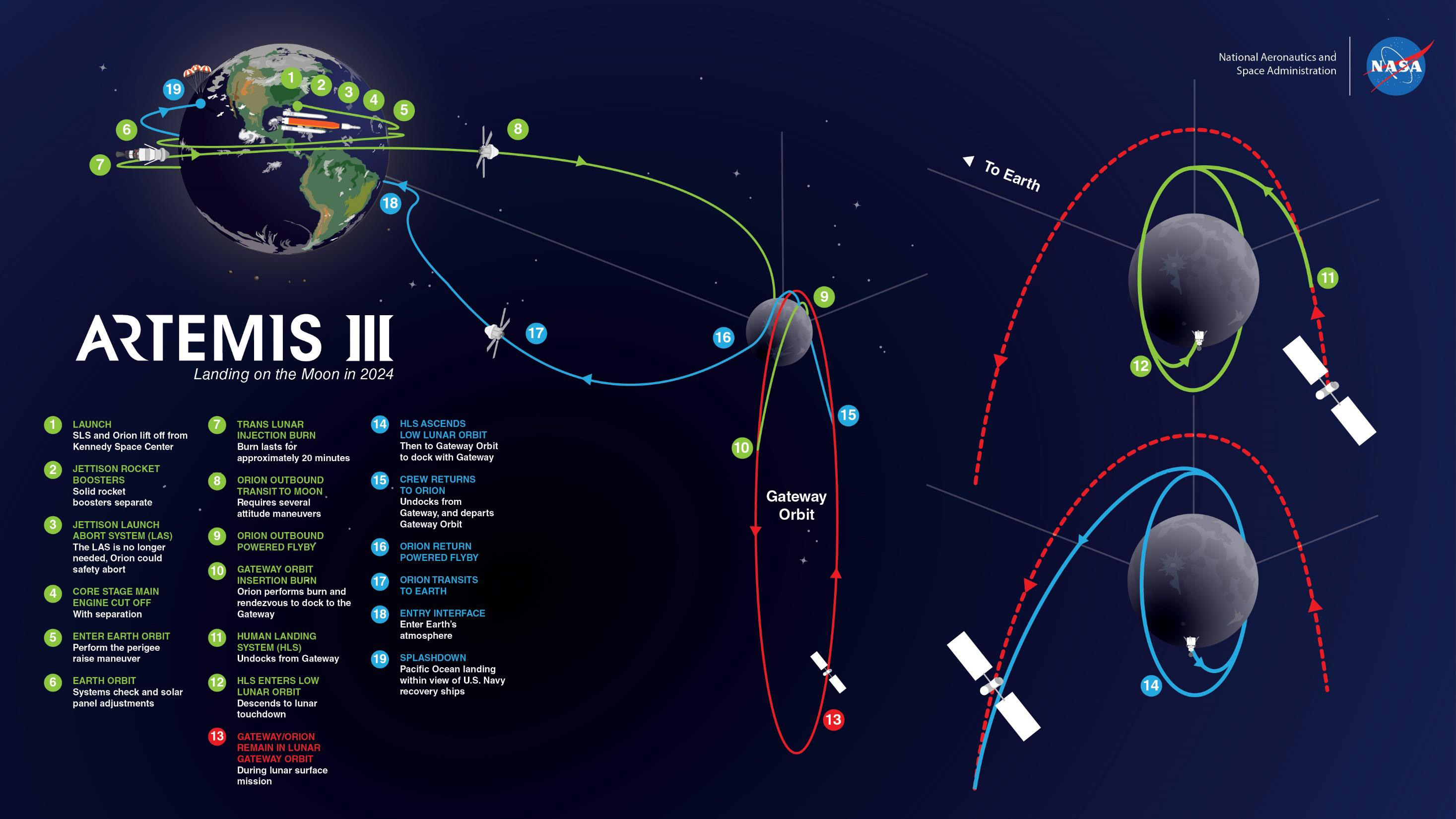
Quỹ đạo theo kế hoạch của Artemis 3 sẽ sử dụng LOR.

- Một sứ mệnh đổ bộ lên Mặt Trăng của Liên Xô, sử dụng tên lửa đẩy siêu nặng N1 mang theo tổ hợp N3 gồm tàu đổ bộ LK và tàu chỉ huy Soyuz 7K-LOK, cũng sử dụng điểm hẹn quỹ đạo Mặt Trăng, tuy nhiên sứ mệnh này không thực hiện được.
- Chương trình Constellation would have used a combination of EOR and LOR for Moon landing.
- Chương trình Artemis có kế hoạch sử dụng điểm hẹn quỹ đạo LOR để đưa người hạ cánh xuống cực nam của Mặt Trăng.

## Trong văn hóa đại chúng
Tập 5 của bộ phim truyền hình miniseri năm 1998 Từ Trái Đất đến Mặt Trăng, "Spider", đã mô tả những nỗ lực của John Houbolt nhằm thuyết phục NASA chấp nhận sử dụng khái niệm LOR trong chương trình Apollo năm 1961, và theo dõi sự phát triển của LM cho đến khi nó thực hiện chuyến bay đầu tiên trong sứ mệnh Apollo 9 vào năm 1969. Tập phim được đặt theo tên của mô-đun Mặt Trăng của Apollo 9.